# Soñar no cuesta nada (telenovela)
Soñar no cuesta nada es una telenovela estadounidense producida por Venevisión International Productions en 2005, basada en historia escrita por Verónica Suárez.
Protagonizada por Karyme Lozano y Cristián de la Fuente, con las participaciones antagónicas de Laura Zapata, Mirela Mendoza, Ariel López Padilla y Orlando Fundichely. Cuenta además con actuaciones estelares de Olivia Collins, Víctor Cámara y Marialejandra Martín.

## Argumento
La protagonista de esta historia es Emilia Olivares, joven hermosa y bondadosa que pasa de ser inmigrante pobre a heredera millonaria. Esta drástica transformación no se debe a un inesperado golpe de suerte o toque de una varita mágica sino de un plan perverso que la atrapa en una telaraña de mentiras y engaños. Así, lo que comienza como un sueño de una joven humilde se convierte en pesadilla que cambia su vida para siempre.
Como inmigrante ilegal en Estados Unidos, Emilia tiene pocas opciones. Para ayudar a su familia, se ve obligada a trabajar como sirvienta. Sin embargo, su situación no le impide soñar con una vida mejor. Un día, Emilia conoce al hombre que es el protagonista que podría hacer sus sueños realidad: Felipe Reyes Retana. Intimidada por la riqueza de Felipe y avergonzada de su posición social, Emilia decide no revelarle su verdadera identidad, sino más bien se convierte en un misterio para el joven. Los dos no tardan en enamorarse, pero ella decide desaparecer de su vida.
El destino los reúne de nuevo cuando Emilia queda atrapada en una gran mentira: La joven obligada por su patrona Roberta viuda de Lizalde a suplantar la identidad de la hijastra de Roberta llamada Andrea Lizalde que está postrada en cama debido a una enfermedad terminal. El motivo es que el padre de Andrea y difunto esposo de Roberta convirtió a su hija en única heredera de una gran fortuna pero también dejó en su testamento que si Andrea moría antes de cumplir veinticuatro años, todo el dinero sería donado a obras benéficas. Como a Andrea le queda muy poco tiempo de vida, Roberta necesita a alguien que se haga pasar por ella y así hacerse con la herencia, por lo que manipula perversamente a Emilia para obligarla a hacerlo.
Ahora que Emilia finge ser Andrea, se reencuentra con Felipe, y el incipiente amor que una vez compartieron se reaviva con el fuego de la pasión. Pero Emilia pronto se da bruces con la realidad, cuando Mónica Hernández, celosa novia de Felipe, descubre la verdad y le abre los ojos al joven. A partir de este momento, Emilia se enfrenta a una sucesión de acontecimientos turbulentos que llevan su historia a un final totalmente inesperado.

## Reparto
- Karyme Lozano - Emilia Olivares Álvarez
- Cristián de la Fuente - Felipe Reyes Retana
- Laura Zapata - Roberta Pérez viuda de Lizalde
- Mirela Mendoza - Mónica Hernández Rosas
- Víctor Cámara - Arturo Hernández
- Ariel López Padilla - Jonás Reyes Retana
- Graciela Döring - Castula Álvarez de Olivares
- Olivia Collins - Estela Olivares Álvarez
- Marialejandra Martín - Olivia Rosas de Hernández
- Tatiana Capote - Matilde Mantilla
- Geraldine Bazán - Liliana Reyes Retana
- Andrés García Jr. - Luis Betancourt Carmona
- Arap Bethke - Bobby
- Joemy Blanco - Lucy
- Rodrigo Mejía - Mauricio Lizárraga Pérez
- Susan Vohn - Michelle Lizárraga Pérez
- Orlando Fundichely - Ricardo Reyes Retana
- Omar Ávila - Javier Reyes Retana
- Carmen Daysi Rodríguez - Andrea Lizalde
- Jéssica Cerezo - Jazmín
- Ivelín Giro - Renata
- Adrián Mas - Rodrigo
- Michelle Jones - Enfermera Marisol
- William Botero - Oficial de Policía
- Rudy Pavón - Gustavo
- Carlos Cuervo - José
- Carlos Cruz - Doctor Zabaleta
- Nelida Ponce - Nana Dolores
- Mariana Huerdo - Carmela
- Julio Capote - Pedro
- Hilda Luna - La Kikis
- Ilse Pappe - Maite
- Taniusha Mollet - Leticia "Lety"
- Marina Vidal - Sarita
- Ximena Duque - Jenny
- Angie Russian - Patty
- Jorge Luis Pila - Ernesto Gómez